# Електрична компанія Ізраїлю
Електрична компанія Ізраїлю (івр. חברת החשמל לישראל‎, Хеврат хашмаль ле-Ісраель) - об'єднана електроенергетична компанія в державі Ізраїль. Виробляє, передає і розподіляє практично вся електрика, що використовується в країні. Державі Ізраїль належить приблизно 99,85% Компанії.
Компанія перетворилася в одну з найбільших промислових компаній в Ізраїлі. За підсумками 2009 року, у Компанії була загальна виручка $5 мільярдів, чистого доходу $328 мільйонів і загальна вартість активів $21,1 мільярда. Компанія володіє і управляє 17 електростанціями (включаючи 5 головних ТЕС) з сукупної встановленою потужністю 11 664 МВт. У 2009 році Компанія продала 48 947 ГВт-год електроенергії.
Щоб задовольнити зростаючі вимоги споживачів енергії, Компанія зробила суттєві інвестиції в будівництво станцій нового покоління, розширення і удосконалення систем передачі і розподілу. Програма капіталовкладень Компанії передбачає зростання встановленої потужності до 2012 року на 1 112 МВт.